# Анна Броделе
Анна Броделе (Броделе Анна Юліївна, латис. Anna Brodele; *16 вересня (3 вересня ст.ст.) 1910 — †29 вересня 1981) — латвійська письменниця лівого спрямування.

## Біографія
Народилася в селі Тауразі в сім'ї лісівника. За участь у диверсійному комуністичному русі в міжвоєнній Латвії була ув'язнена.
За часів Сталіна написала ідеологічний роман «Марта» (1950, фактично про роботу Комінтерну в міжвоєнній Латвії), «Кров'ю серця» (1956, поетизувала дії окупаційної влади на селі).
Броделе була улюбленим драматургом влади у Латвії; на сцені національного театру поставлено її п'єси: «Весна в селі Річному» (1948), «Учитель Страуме» (1949), «Гаряче серце» (1951), «Аварія» (1953), «Даце шукає щастя» (1955).

## Твори

### Українські переклади
- Марта., К., 1953
- Кров'ю серця., К., 1958